# Anaglyptus longispinis
Anaglyptus longispinis là một loài bọ cánh cứng trong họ Cerambycidae.